# Rezes kabócamajom
Az rezes kabócamajom (Callicebus cupreus) az emlősök (Mammalia) osztályának a főemlősök (Primates) rendjéhez, ezen belül a sátánmajomfélék (Pitheciidae) családjához tartozó faj.

## Előfordulása
Brazília és Peru területén honos. A természetes élőhelyei az síkvidéki trópusi és szubtrópusi erdők.

## Alfajai
- Callicebus cupreus cupreus
- Callicebus cupreus ornatuas
- Callicebus cupreus discolor

## Megjelenése
Ez a faj leginkább fehér homlokcsíkjáról ismerhető meg, amely a szeme fölött húzódik. Ez a csík egyes alfajoknál hiányzik, vagy sötétebb. Háta barna színű, hasa vörös. Szőre dús, s középhosszú. Arca szürke vagy szürkésbarna. Orrlyukai hosszúak és szélesek.  Szemei világos, s sötétbarnák is lehetnek. Füleit szőr fedi. Farka 40–45 cm, teste körülbelül 40 cm, testtömege. Végtagjai rövidek, s barnák. Kézfeje sötét, s tenyere is.

## Életmódja
Ez a faj öt-tízfős kolóniákban él. Egész nap együtt járják az erdőt, miközben néha megállnak táplálkozni. Az érett gyümölcsöket kedvelik, így a lombkoronaszint közelében mozognak. Félénk állatok, s bármilyen zajra felfigyelnek. Ekkor egyikük riasztja a többieket, s az erdő belseje felé próbálnak rohanni. A nap folyamán egyszer-kétszer közös koncertet tartanak, az egymással való kommunikáció érdekében. Estére beljebb húzódnak, s ekkor már nem is nagyon lehet őket észre venni. Az erdő sűrűjében töltik az éjszakát.

## Szaporodása
Szaporodási időszaka november és március között van. Átlagosan egy utódja 132 napos vemhesség után születik.